# Ignacio Segura Carrión
Ignacio Segura Carrión, més conegut com a Iñaki, és un futbolista castellanomanxec. Va néixer a Albacete el 12 d'abril de 1986. Ocupa la posició de migcampista.

## Trajectòria
Es forma a les categories inferiors de l'Albacete Balompié. La temporada 04/05 debuta amb el primer equip en un partit de la màxima categoria. El migcampista, però, romandria a l'Albacete B, fins que el 2007 marxa al filial de l'Elx CF, l'Il·licità.
Eixa mateixa temporada 07/08 disputa set partits amb l'Elx CF a Segona Divisió. El descens de l'Il·licità possibilita que el manxec siga cedit a la Lorca Deportiva durant la campanya 08/09. A la posterior recala al modest Moratalla CF.